# WISE 0855−0714
WISE 0855−0714 (vollständige Bezeichnung: WISE J085510.83−071442.5) ist ein Sub-Brown Dwarf (Y-Zwerg bzw. Objekt planetarer Masse) in 2,28 ± 0,02 Parsec (7,43 ± 0,04 Lichtjahren) Entfernung von der Erde, dessen Entdeckung im April 2014 von Kevin Luhman auf Basis von Daten des Wide-field Infrared Survey Explorer (WISE) bekanntgegeben wurde.
Das Objekt weist (Stand: 2014) die dritthöchste Eigenbewegung (8123,7 ± 1,3 mas/a) nach Barnards Stern (10300 mas/a) und Kapteyns Stern (8600 mas/a) auf. Weiterhin hat es (Stand: 2022) die vierthöchste Parallaxe (439,0 ± 2,4 mas) aller bekannten Sternensysteme und Braunen Zwerge, was es als das der Sonne fünftnächste extrasolare System, nach Proxima und Alpha Centauri, Barnards Pfeilstern, Luhman 16 (auch WISE 1049−5319) ausweist. Es ist außerdem das kälteste Objekt seines Typs, das im interstellaren Raum gefunden wurde, bei einer Temperatur zwischen 225 und 260 K (−48 bis −13 °C, −55 bis 8 °F).

## Charakterisierung

### Beobachtungen

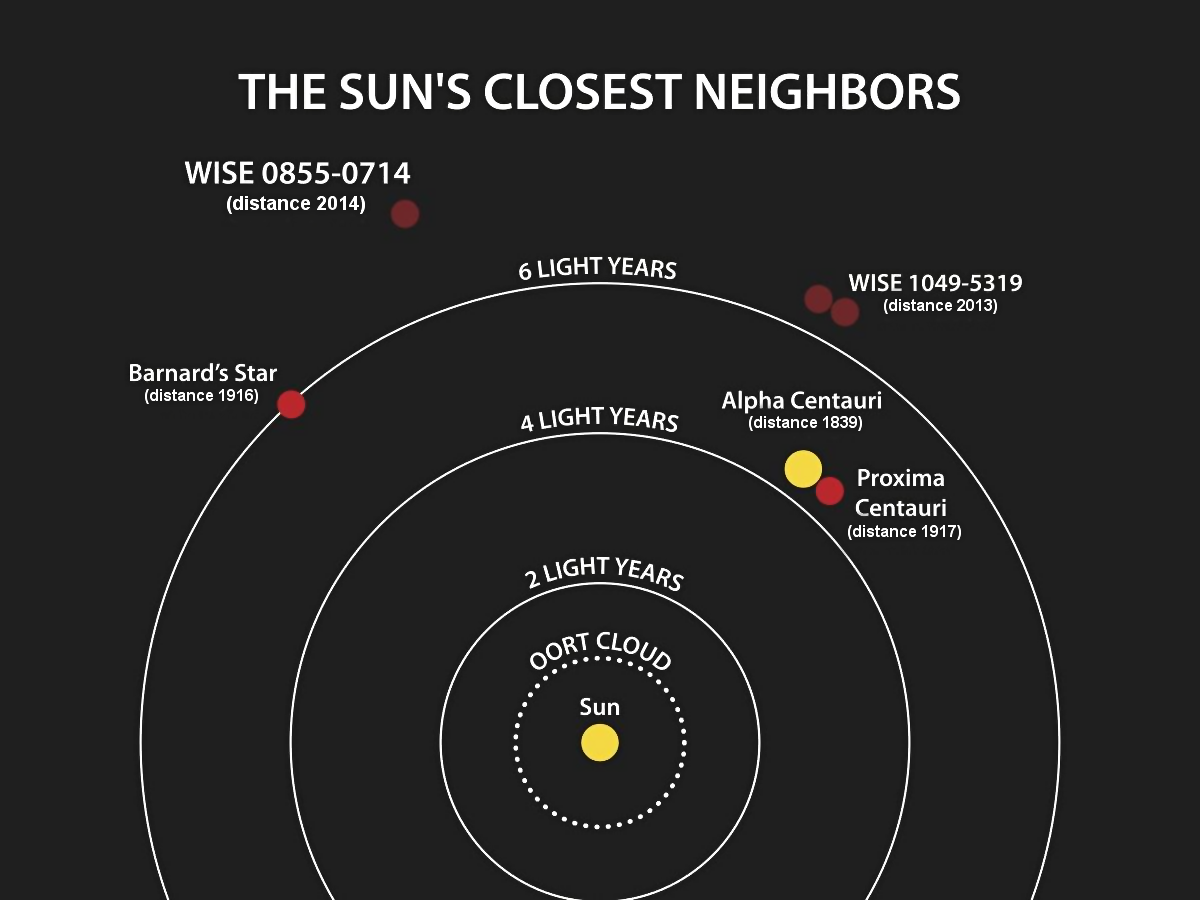
Der Sonne am nächsten liegende Sterne und Braune Zwerge, einschließlich WISE 0855−0714. Das Jahr, in dem die Entfernung bestimmt wurde, ist angegeben.

Das WISE-Objekt wurde im März 2013 entdeckt und nachfolgende Beobachtungen wurden mit dem Spitzer-Weltraumteleskop und dem Gemini-Nord-Teleskop gemacht. Die Bezeichnung WISE J085510.83−071442.5 beinhaltet die Koordinaten und zeigt an, dass sich das Objekt im Sternbild Wasserschlange befindet.

### Entfernung und Eigenbewegung
Basierend auf direkten Beobachtungen, weist WISE 0855−0714 eine große Parallaxe auf. Diese geometrische Messmethode ergibt eine Entfernung von rund 7,43 ± 0,04 Lichtjahren, bei einem geringen Fehler aufgrund der Stärke des Parallaxeneffekts und der Genauigkeit der Beobachtungen. Die Eigenbewegung von WISE 0855−0714 am Himmel wurde im Lauf der Zeit ebenfalls direkt beobachtet, was zu seiner Entdeckung beigetragen hat, da es bei den Beobachtungen herausstach, doch die Eigenbewegung selbst ist eine Kombination aus seiner Geschwindigkeit in der galaktischen Nachbarschaft relativ zum Sonnensystem und seiner Nähe dazu. Würde das Objekt sich genauso schnell (aber weiter weg) bewegen bzw. langsamer (aber näher), oder schneller in der Nähe der Sonne (aber bei einem höheren Winkel in Richtung der Sonne oder von ihr weg), würde es eine langsamere Eigenbewegung aufweisen.
Bestimmung der Entfernung für WISE 0855−0714
| Quelle                            | Parallaxe (mas) | Entfernung (pc) | Entfernung (Lj) | Entfernung (Pm) |
| --------------------------------- | --------------- | --------------- | --------------- | --------------- |
| Luhman (2014)                     | 454 ± 45        | 2,2 +0,24−0,2   | 7,2 +0,8−0,6    | 68 +7,5−6,1     |
| Wright et al. (2014) (e-print v1) | 448 ± 32        | 2,23 +0,17−0,15 | 7,3 +0,6−0,5    | 68,9 +5,3−4,6   |
| Wright et al. (2014)              | 448 ± 33        | 2,23 +0,18−0,15 | 7,3 +0,6−0,5    | 68,9 +5,5−4,7   |
| Luhman & Esplin (2014)            | 433 ± 15        | 2,31 ± 0,08     | 7,53 +0,27−0,25 | 71,3 +2,6−2,4   |
| Kirkpatrick et al. (2021)         | 439,0 ± 2,4     | 2,28 ± 0,02     | 7,43 ± 0,04     | 70,3 ± 0,4      |

Nichttrigonometrische Entfernungsbestimmungen sind kursiv markiert. Die präziseste Bestimmung ist fett markiert.
Bestimmung der Eigenbewegung für WISE 0855−0714
| Quelle                            | μ (mas/a) | PA (°)        | μαcos(δ) (mas/a) | μδ (mas/a) |
| --------------------------------- | --------- | ------------- | ---------------- | ---------- |
| Luhman (2014)                     | 8090 ± 96 | 275 ± 0,5     | −8060 ± 90       | 700 ± 70   |
| Wright et al. (2014) (e-print v1) | 8072 ± 29 | 274,17 ± 0,3  | −8051 ± 26       | 587 ± 40   |
| Wright et al. (2014)              | 8078 ± 51 | 274,7 ± 0,4   | −8051 ± 47       | 657 ± 50   |
| Luhman & Esplin (2014)            | 8130 ± 22 | 274,94 ± 0,15 | −8100 ± 20       | 700 ± 20   |

Die genauesten Bestimmungen sind fett markiert. Berechnete Werte sind kursiv, nicht kursiv sind Werte, die in den Quellen angegeben sind.

### Spektrometrie
Die Leuchtkraft von WISE 0855−0714 im thermischen Infrarot, in Verbindung mit seiner absoluten Helligkeit – da seine Entfernung bekannt ist – wurde verwendet, um es mit verschiedenen Modellen in Kontext zu setzen. Die beste Charakterisierung seiner Helligkeit lag im W2-Band bei 4,6 µm bei einer scheinbaren Helligkeit von 13,89 ± 0,05 mag, obwohl es im tieferen Infrarot heller erscheint. Infrarotaufnahmen durch das Magellan-Baade-Teleskop legen die Existenz von Wasserwolken nahe.

### Einstufung
Basierend auf den Modellen Brauner Zwerge wird abgeschätzt, dass WISE 0855−0714 eine Masse von 3 bis 10 Jupitermassen besitzt. Es gibt bisher in der Wissenschaft keinen Konsens zur Bezeichnung derartiger Objekte. Als Kriterium als Untergrenze für Braune Zwerge kommt grundsätzlich eine Masse von 13 Jupitermassen zur Anwendung, oberhalb derer Objekte zur Deuteriumfusion fähig sind. Objekte geringerer Masse werden dann in einer möglichen Handhabung generell als Objekte planetarer Masse bezeichnet (oder einfach auch als Planeten, obwohl dies nicht der gegenwärtigen Definition dieses Begriffs durch die IAU entspricht). Da dieses WISE-Objekt keinen gravitativ gebundenen Begleiter hat, könnte es daher auch als Vagabundierender Planet bezeichnet werden, ähnlich wie Cha 110913-773444, der 2004 als erstes derartiges Objekt identifiziert wurde. Eine alternative Art der Einstufung berücksichtigt den Entstehungsprozess und bezeichnet Objekte, die durch Kollaps einer Gaswolke entstanden sind und im Bereich der Masse von Planeten liegen, als Sub-Brown Dwarfs oder planetary-mass brown dwarfs.
Seine Leuchtkraft, Entfernung, und Masse zusammengenommen, ist WISE 0855−0714 der kälteste Sub-Brown Dwarf (oder Brauner Zwerg planetarer Masse), mit einer modellierten Temperatur von 225 bis 260 K (−48 bis −13 °C), abhängig vom Modell.

## Weiterführende Literatur
- Beichman, C.; Gelino, Christopher R.; Kirkpatrick, J. Davy; Cushing, Michael C.; Dodson-Robinson, Sally et al.: WISE Y Dwarfs As Probes of the Brown Dwarf-Exoplanet Connection. 2014, arxiv:1401.1194v2 (WISE 0855−0714 wird in dieser Publikation nicht erwähnt; sie bezieht sich auf andere Objekte der Spektralklasse Y, die mit WISE entdeckt wurden).